# Halina Konopacka

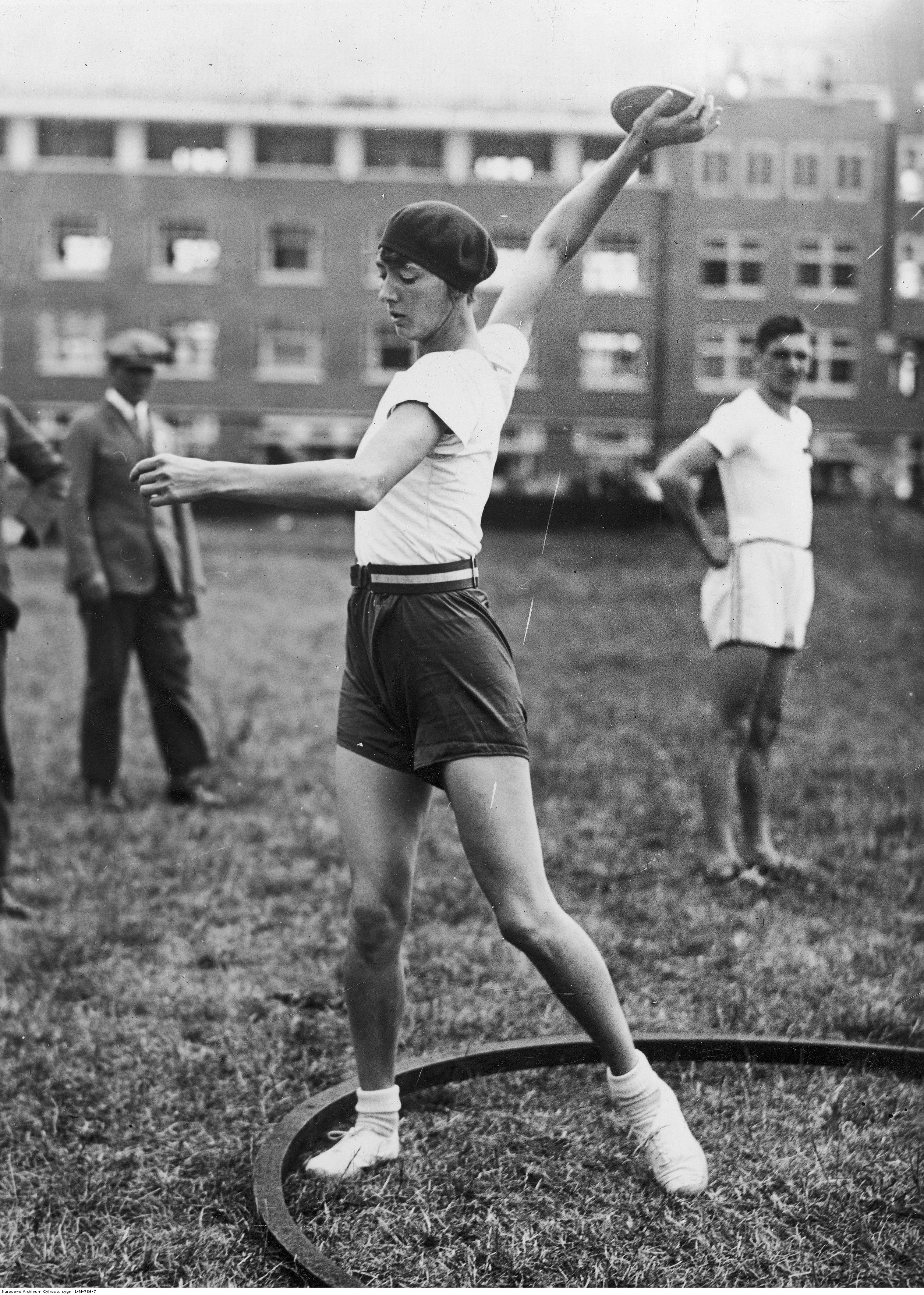
Halina Konopacka podczas rzutu dyskiem na igrzyskach olimpijskich w Amsterdamie w 1928.

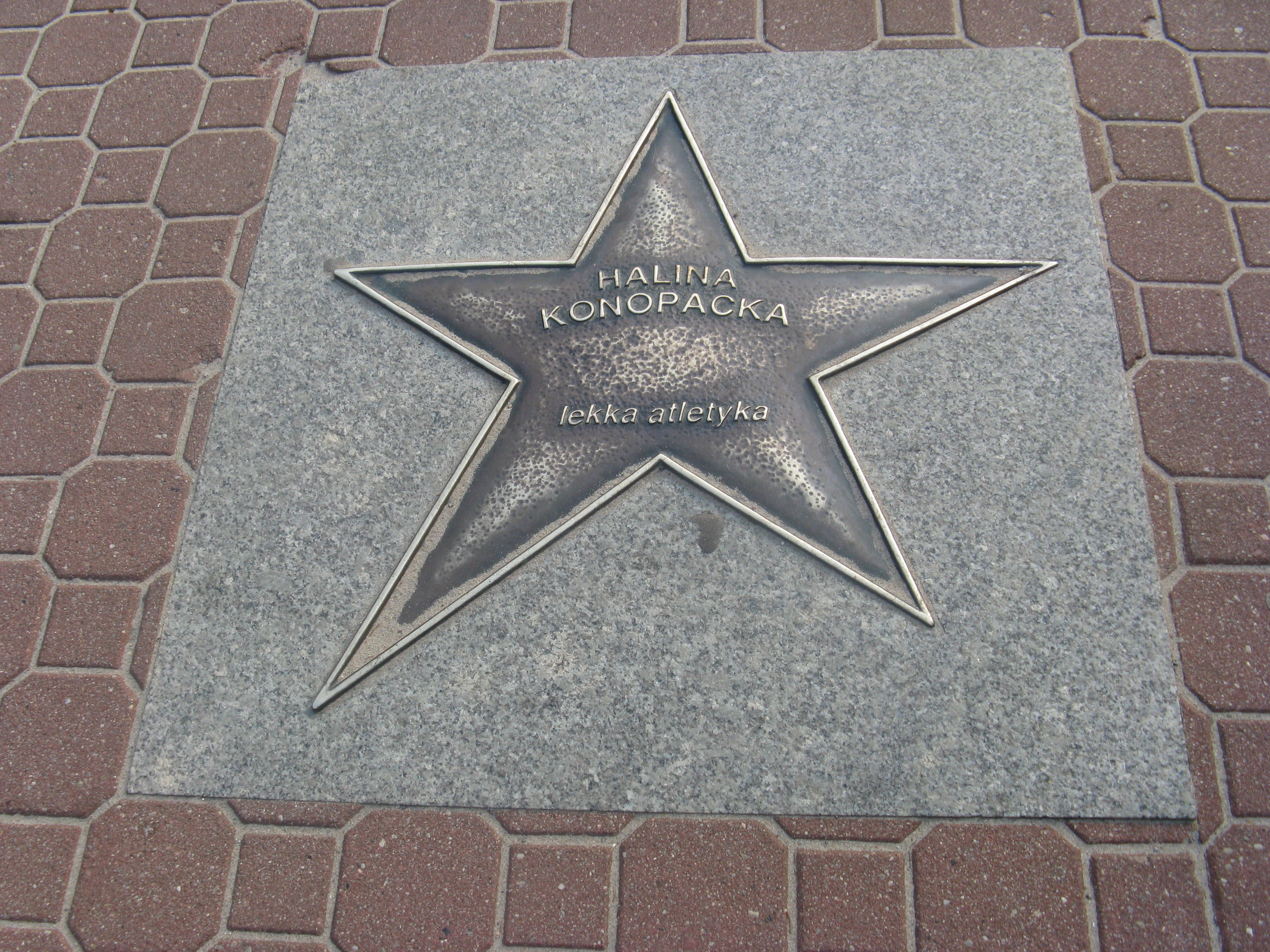
Gwiazda w Alei Gwiazd Sportu we Władysławowie

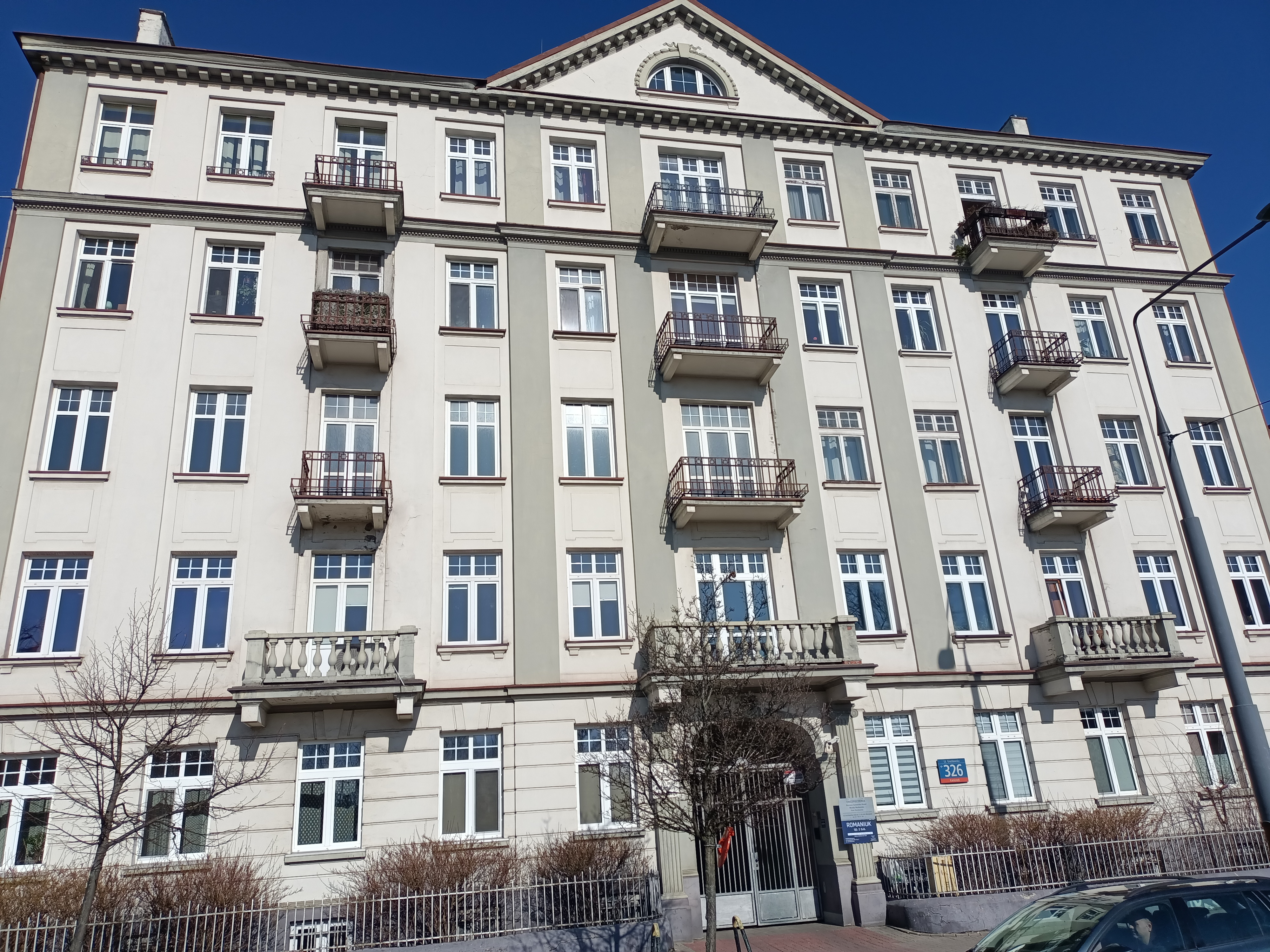
Dom przy ul Grochowskiej 326 w Warszawie, w którym mieszkała Konopacka

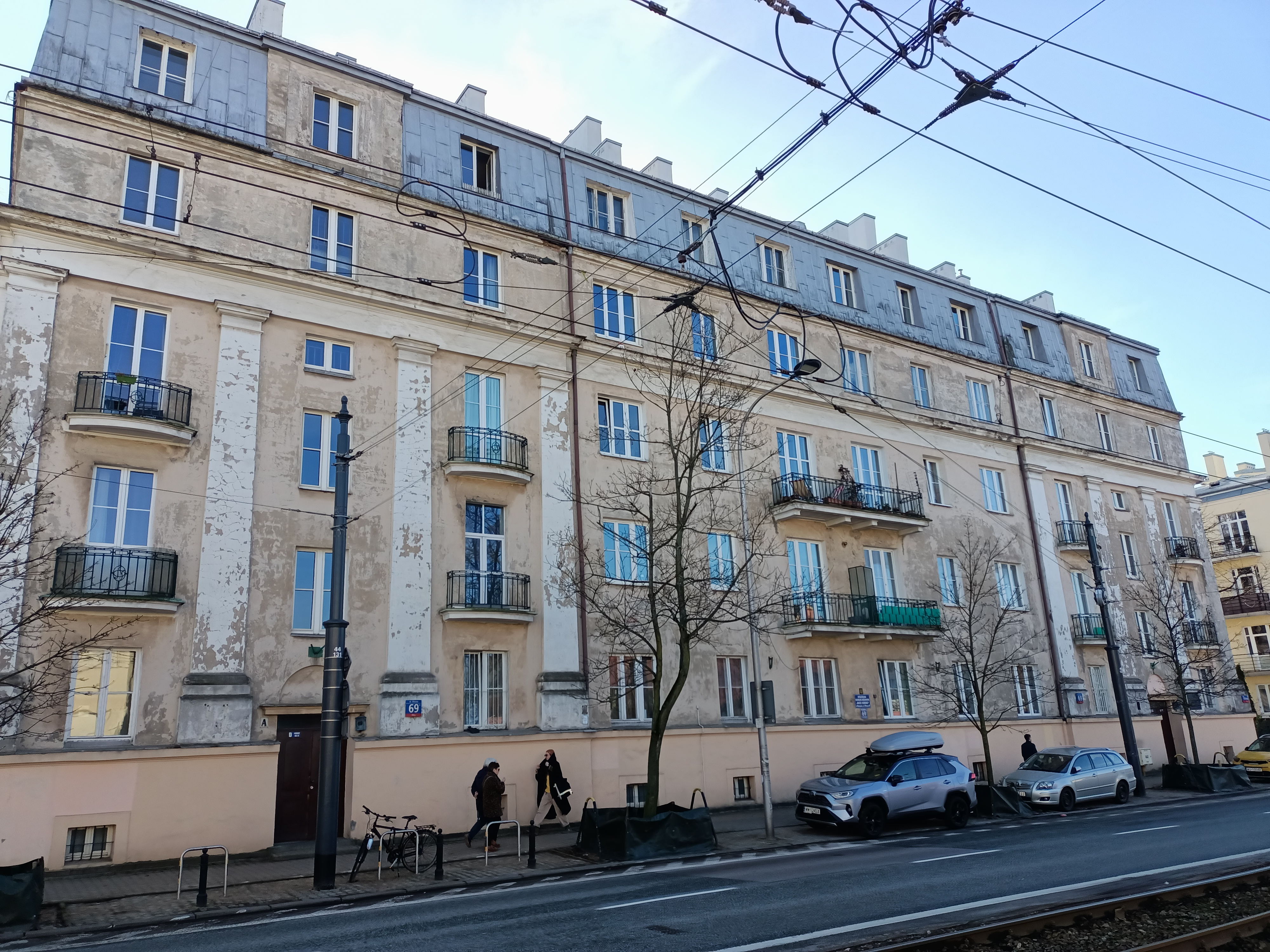
Dom przy ulicy Filtrowej 69 w Warszawie, w którym mieszkała Konopacka

Halina Konopacka, również Halina Konopacka-Matuszewska-Szczerbińska, właśc. imiona: Leonarda Kazimiera Konopacka (ur. 26 lutego 1900 w Rawie Mazowieckiej, zm. 28 stycznia 1989 w Daytona Beach) – polska lekkoatletka, dyskobolka, pierwsza polska złota medalistka olimpijska. Dama Orderu Orła Białego.

## Życiorys
Urodziła się w Rawie Mazowieckiej w mieszczańskiej rodzinie Jakuba i Marianny z Raszkiewiczów Konopackich. Ze strony matki miała przodków pochodzenia tatarskiego. Wkrótce, wraz z rodzicami, zamieszkała w Warszawie przy ul. Grochowskiej 326. Rodzina pasjonowała się sportem, głównie tenisem, w którego grał jej ojciec, siostra Czesława (ur. 1899) i brat Tadeusz (1895–1990), późniejszy piłkarz i lekkoatleta, instruktor Centralnego Instytutu Wychowania Fizycznego. Całe rodzeństwo biegle mówiło też po francusku i rosyjsku. Ukończyła żeńskie gimnazjum Cecylii Plater-Zyberkówny w Warszawie.
Karierę sportową rozpoczęła od narciarstwa. Przypadkiem, jako studentka Wydziału Filologicznego Uniwersytetu Warszawskiego w 1919 trafiła do sekcji lekkoatletycznej AZS Warszawa, gdzie w 1923 wypatrzył ją francuski trener Maurice Baquet. Przez całą karierę reprezentowała tylko AZS Warszawa. Uprawiała rzut dyskiem, rzut oszczepem, pchnięcie kulą, skok wzwyż i skok w dal. W 1924 świętowała zdobycie mistrzostwa Polski w rzucie dyskiem i pchnięciu kulą, a w 1926 ustanowiła pierwszy ze swoich rekordów świata w rzucie dyskiem – 34,15 m. W tym samym roku na II Igrzyskach Kobiet w Göteborgu odniosła zwycięstwo wynikiem 37,71. O jej wszechstronności świadczy 27 tytułów mistrzyni Polski zdobytych w kilku konkurencjach, między innymi w: rzucie dyskiem, pchnięciu kulą, pięcioboju, skoku w dal i rzucie oszczepem. Również znakomicie grała w piłkę ręczną, jeździła konno, grała na fortepianie, pasjonowała się automobilizmem. Komentatorzy sportowi nadali jej przydomek „Czerbieta” (zbitek słów: „czerwona kobieta”), gdyż zwykle występowała w czerwonym berecie.
31 lipca 1928 podczas igrzysk olimpijskich w Amsterdamie ustanowiła rekord świata w rzucie dyskiem wynikiem 39,62 m i zdobyła pierwszy złoty medal olimpijski dla Polski. W plebiscycie dziennikarzy sportowych została uznana za Miss Igrzysk w Amsterdamie. Do końca swojej kariery nie została pokonana w rzucie dyskiem w żadnych zawodach. W 1931 wycofała się z czynnego życia sportowego. Po zakończeniu kariery lekkoatletycznej grała w tenisa w barwach Lawn-Tenis Klubu w Agrykoli Warszawa. W mikście z Czesławem Spychałą zdobyła brązowy medal narodowych mistrzostw Polski w latach 30. XX wieku).
Laureatka Wielkiej Honorowej Nagrody Sportowej (1927 i 1928). Zwyciężczyni Plebiscytu „Przeglądu Sportowego” na najlepszego sportowca Polski w 1927 i 1928. Działała też w strukturach sportowych. Członkini Zarządu Międzynarodowej Federacji Sportów Kobiecych, prezes Oddziału Warszawskiego Towarzystwa Krzewienia Kultury Fizycznej Kobiet.
Zajmowała się również poezją i malarstwem. Publikowała w „Wiadomościach Literackich” i „Skamandrze”, gdzie w 1926 opublikowany został jej pierwszy wiersz „Skrzypce”. W 1929 wydano zbiór jej wierszy „Któregoś dnia”. Po wojnie malowała głównie kompozycje kwiatowe, podpisując obrazy pseudonimem Helen George. W 1935 została redaktorką naczelną dwutygodnika sportowego „Start”.
Gdy wybuchła II wojna światowa, we wrześniu 1939 towarzyszyła mężowi Ignacemu Matuszewskiemu przy ewakuacji złota Banku Polskiego, którą ten organizował i nadzorował. Była kierowcą jednej z ciężarówek na trasie przez Rumunię nad Morze Czarne i dalej do Francji. Po klęsce Francji, wraz z mężem przez Hiszpanię dotarła w 1941 do Stanów Zjednoczonych. Udzielała się w nowojorskiej Polonii społecznie i kulturalnie, m.in. pracowała w Instytucie Józefa Piłsudskiego. Po śmierci męża prowadziła szkółkę narciarską w Roslyn, a także projektowała damskie ubrania, prowadząc jednocześnie sklep konfekcyjny. W Nowym Jorku mieszkała do 1959, a następnie w Sebastian na Florydzie.
Po wojnie odwiedziła Polskę trzykrotnie w 1958, 1970 i 1975.
Była dwukrotnie zamężna: z Ignacym Matuszewskim – od 20 grudnia 1928 (ślub zawarto w Rzymie) do jego śmierci 3 sierpnia 1946, i z Jerzym Szczerbińskim – od 27 grudnia 1949 do jego śmierci w 1959.
Zmarła w Daytona Beach. 18 października 1990 jej prochy spoczęły na cmentarzu Bródnowskim w Warszawie (kw. 67D-1-26).

## Rekordy życiowe
- rzut dyskiem 39,62 m
- rzut oszczepem 34,83 m
- pchnięcie kulą 11,33 m
- skok wzwyż 1,38 m
- skok w dal 5,12 m

## Osiągnięcia
- IO w Amsterdamie: 1. miejsce w rzucie dyskiem
- Światowe Igrzyska Kobiet: 1926 – 1. m. w rzucie dyskiem, 3. m. w pchnięciu kulą oburącz, 5. m. w rzucie oszczepem oburącz, 1930 – 1. m. w rzucie dyskiem
- trzykrotna rekordzistka świata w rzucie dyskiem: 1926 – 34,15 m; 1927 – 39,18; 1928 – 39,62 m
- 27-krotna mistrzyni Polski w pchnięciu kulą, rzucie dyskiem, oszczepem, skoku wzwyż, 3-boju, 5-boju, sztafecie 4x75 m, 4x100 m, 4x200 m
- 23-krotna rekordzistka Polski

## Ordery i odznaczenia
- Order Orła Białego (pośmiertnie, 6 listopada 2018)[17][18]
- Krzyż Kawalerski Orderu Odrodzenia Polski (1989, nadany przez prezydenta RP na uchodźstwie)[19]
- Złoty Krzyż Zasługi (7 listopada 1929)[20]
- Srebrna Odznaka Orderu Zasługi PRL (1978, 50. rocznicę olimpijskiego zwycięstwa)

## Upamiętnienie
- W 1999 została ustanowiona Wyższa Szkoła Kultury Fizycznej i Turystyki im. Haliny Konopackiej w Pruszkowie[21].
- W 2000 w pierwszej edycji Alei Gwiazd Sportu we Władysławowie odsłonięto Gwiazdę Haliny Konopackiej.
- Była patronką Gimnazjum nr 2 w Rawie Mazowieckiej – jej rodzinnym mieście.